# Lindernia ligulata
Lindernia ligulata é uma espécie botânica do gênero Lindernia pertencente à família Linderniaceae.